# Байе, Шарль
Шарль Мария Адольф Луи Байе (фр. Charles Bayet; 25 мая 1849, Льеж — 17 сентября 1918, Тулон) — французский историк искусства, археолог, педагог. Специалист по искусству Византии.

## Биография
Сын юриста. С 1868 года обучался в Высшей нормальной школе Парижа. Участник франко-прусской войны.
В 1873 г. учился в археологической Французской школе в Афинах. Вместе с Луи Дюшеном участвовал в исследовательской экспедиции на гору Афон.
С 1881 по 1890 год работал профессором истории и средневековых древностей на факультете литературы в Лионе. Тогда же, также стал профессором общей истории искусств в Национальной высшей школы изящных искусств в Лионе (с 1886). В 1890 году назначен ректором в Академии Лилля.
С 1896 г. — руководитель департамента начальных школ в Министерстве просвещения. Несмотря на возраст, добровольно пошёл на военную службу в начале войны в 1914 году.
Скончался от болезни, полученной во время службы и плена на Македонском фронте.

## Научная деятельность
Представитель культурноисторической школы. Считал, что между искусством и общей культурной жизнью существует самое тесное взаимоотношение. Искусство является отражением идей, верований и обычаев современной ему эпохи. Главнейшими факторами, определяющими искусство, по мнению Байе, являются: страна, раса, религия, нравы.
Основным научным трудом Байе можно считать «L’art Byzantin» («Византийское искусство», 1883; перев. на рус. яз. в 1888). В России Байе получил широкую известность благодаря своей популярной книге «Précis d’histoire de l’art» («История искусств», 1886).

## Избранные публикации
- L’art byzantin, (Всеобъемлющий труд о византийском искусстве, в котором фигурировали дворцы, церкви, картины, эмали, керамика, мозаика и др.)
- Les élections pontificales sous les Carolingiens: VIIIe et IXe siècle , 1883 (Папские выборы при Каролингах: восьмой и девятый века)
- L’art byzantin , 1883 (Византийское искусство)
- Les derniers Carolingiens 877—987: extrait des annales de Saint Bertin, d’Abbo, de Flodoard, de Richard . L’histoire de * France racontée par les contemporains, 1884 (Последние Каролинги)
- Précis d’histoire de l’art , 1886 (Синоптическая история искусства)
- Le Christianisme, les Barbares, Mérovingiens et Carolingiens , T. 2,1 (1903)